# Роведдер, Отто Фредерик

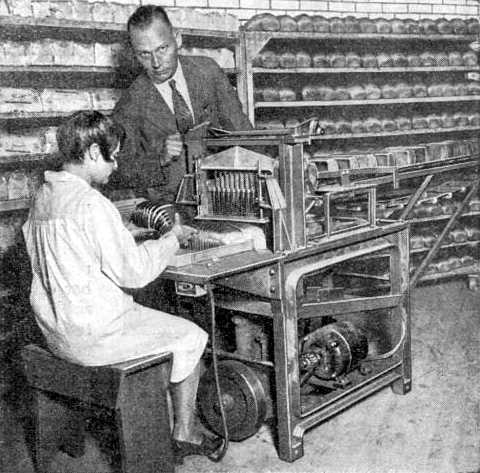
Хлеборезная машина в действии (c большой вероятностью — второй экземпляр машины Роведдера). Сент-Луис, фото 1930 года.

Отто Фредерик Роведдер (англ. Otto Frederick Rohwedder) (7 июля 1880 — 8 ноября 1960) — американский изобретатель и инженер, который создал первую автоматическую хлеборезную машину для промышленного использования.
По основной профессии ювелир, владел несколькими ювелирными магазинами. После того, как Роведдер увлекся идеей создать машину для нарезки хлеба, он продал магазины для того, чтобы иметь возможность финансировать разработку и производство своего изобретения. Работа была задержана на несколько лет из-за пожара на фабрике, где планировалось производить машины.
В конце концов в 1927 году была разработана машина, которая не только нарезала хлеб, но и заворачивала его в пластиковую упаковку. Данное изобретение было запатентовано (всего Роведдер получил 7 патентов на свои изобретения). Первый ломтик нарезанного хлеба был продан 7 июля 1928 года. Успех изобретения был столь велик, что уже через 5 лет — в 1933 году — в США было продано больше нарезанного хлеба, чем цельных буханок.
Первый экземпляр хлеборезной машины Роведдера находится в Смитсоновском институте.